# 從五位
從五位為日本官階與神階的一種，位於正五位之下、正六位之上，追贈時則稱為贈從五位。以近代以前的日本位階制度來說，從五位下以上者為貴族。
而由於華族嫡長子一般授以從五位之故，從五位也能被拿來當作華族嫡男的別稱。

## 江戶時代以前
律令制度下的五位為國司、鎮守府將軍或諸大夫相當等第的官位。五位以上的位階為貴族，從五位下以上為「通貴」而從三位以上者則稱為「貴」。固然五位有正從上下之分而有由正五位上至從五位下之差，但從五位下以上的位階仍為平安貴族的資格。
從五位下的別稱又為榮爵，而此位階由於中國秦代始皇帝曾經把松樹封為相當此位階的五大夫，因此又被叫做松爵（しょうしゃく）。
通常授爵從五位下者，以擔任國司的藤原氏傍流、橘氏和高階氏的一門與清和源氏、桓武平氏等軍事貴族的中階貴族層為多。
至鎌倉時代初期為止，京都的中下級貴族、鎌倉幕府於京都的官僚、源氏一門、名門的有力家臣等多為此位。
室町時代時則為足利將軍家和守護的初敘位階，以守護和有力國人等為多。
江戶時代以後以家門大名的傍流、譜代大名、不滿10万石的外樣大名或是重要的旗本為多，主要是大名、有力旗本、御三家和御三卿的家門筆頭或福井藩家老、加賀藩家老本多氏、岩國藩的長州藩支族吉川氏等立藩時授予者。特別以加賀藩的本多氏，常被稱為「從五位樣」或「從五位殿」。

## 明治時代以後
明治時代以後除華族嫡男自動授予從五位，中校階級者亦常授予本位。明治至大正時代間，亦有授予幕末志士中有功者或江戶時代無位無官的成功人士此位的例子，如江戶時代中期的和算家安島直圓。
今天主要是作為授與逝世者的榮譽，以有都道府縣議會議長、校長、警察署長、消防署長、消防團長或有功的企業社長經歷者為主。

## 外部連結
- 位階令